# Wrexham Challenger 2003
Il Wrexham Challenger 2003 è stato un torneo di tennis facente parte della categoria ATP Challenger Series nell'ambito dell'ATP Challenger Series 2003. Il torneo si è giocato a Wrexham in Regno Unito dal 24 febbraio al 2 marzo 2003 su campi in cemento indoor.

## Vincitori

### Singolare
Wesley Moodie ha battuto in finale  Stefano Pescosolido con il punteggio di 6–4, 6–3

### Doppio
Daniele Bracciali /  Federico Luzzi hanno battuto in finale  Yves Allegro /  Wesley Moodie per walkover